# 固噜
固噜（？—1692年），蒙古族，伊克昭盟鄂尔多斯左翼中旗人，鄂尔多斯左翼中旗札萨克多罗郡王。

## 生平
固噜是额璘臣的侄子。1657年，固噜袭任鄂尔多斯左翼中旗札萨克多罗郡王，兼鄂尔多斯济农。1679年，因派兵镇压反清的陕西省神木县守将孙群甲有功，固噜晋封和硕亲王。1692年，固噜逝世。